# 大眼眶灯鱼
大眼眶灯鱼（学名：Diaphus holti）为輻鰭魚綱燈籠魚目灯笼鱼科眶灯鱼属的鱼类。分布于北大西洋以及南海等海域，属于热带海洋小型深海鱼类，棲息深度40-777公尺，體長可達7公分。该物种的模式产地在北大西洋。

## 扩展阅读
維基物種上的相關：大眼眶灯鱼